# AnyDesk
Az AnyDesk egy távoli asztali alkalmazás, amelyet az AnyDesk Software GmbH forgalmaz. A zárt forráskódú szoftverprogram platformfüggetlen távoli hozzáférést biztosít a személyi számítógépekhez és más, a gazdalkalmazást futtató eszközökhöz. Távvezérlést, fájlátvitelt és VPN-funkciókat kínál. Az AnyDesket gyakran használják műszaki támogatási csalásokban és más távoli hozzáféréses csalásokban is.

## Vállalat
Az AnyDesk Software GmbH-t 2014-ben alapították Stuttgartban, Németországban, és mára világszerte jelen van, leányvállalatokkal az Egyesült Államokban, Kínában és Hongkongban, valamint egy innovációs központtal Grúziában (Állam).
2018 májusában az AnyDesk 6,5 millió eurós finanszírozást biztosított az EQT Ventures által vezetett A sorozatú körben. Egy újabb, 2020. januári befektetési fordulóval az AnyDesk összességében több mint 20 millió dolláros finanszírozást ért el.

## Szoftver
Az AnyDesk egy saját fejlesztésű videókodeket, a DeskRT-t használja, amelyet úgy terveztek, hogy a felhasználók jobb minőségű videó- és hangátvitelt élvezhessenek, miközben a minimálisra csökkenti a továbbított adatmennyiséget.
A három megabájtos teljes programméretével az AnyDesk különösen könnyű alkalmazás.

### Funkció
A funkciók elérhetősége az egyes felhasználók licencétől függ. Néhány fő funkció a következő:
- Távoli hozzáférés több operációs rendszerhez (Windows, Linux, macOS, iOS, Android stb.)
- Fájlátvitel és fájlkezelő
- Távoli nyomtatás
- VPN
- Felügyelet nélküli hozzáférés
- Tábla
- Auto-Discovery (a helyi hálózat automatikus elemzése)
- Chat - Funkció
- REST -API
- Egyedi ügyfelek
- Munkamenet protokoll
- Kétfaktoros hitelesítés
- Egyedi gazdagép-szerver

## Biztonság
Az AnyDesk TLS-1.2 protokollt használ hitelesített titkosítással. Az AnyDesk-ügyfelek közötti minden kapcsolat AES-256 titkosítással van biztosítva. Ha közvetlen hálózati kapcsolat létesíthető, a munkamenet végponti titkosítású, és adatai nem kerülnek átirányításra az AnyDesk-kiszolgálókon. Ezenkívül a bejövő kapcsolatok fehér listázása is lehetséges.

## Visszaélések
Az AnyDesk opcionálisan telepíthető számítógépekre és okostelefonokra teljes körű rendszergazdai jogosultságokkal, ha a felhasználó ezt választja. Ez teljes hozzáférést biztosít a fogadó felhasználó számára a vendégszámítógéphez az interneten keresztül, és - mint minden távoli asztali alkalmazás - komoly biztonsági kockázatot jelent, ha nem megbízható fogadóhoz csatlakozik.

### Mobil hozzáférési csalás
2019 februárjában az indiai jegybank (Reserve Bank of India) figyelmeztetett egy kialakulóban lévő digitális banki csalásra, és kifejezetten az AnyDesket említette támadási csatornaként. Az átverés általános menete a következő: a csalók ráveszik az áldozatokat, hogy töltsék le az AnyDesk alkalmazást a Google Play Áruházból a mobiltelefonjukra, általában úgy, hogy legitim cégek ügyfélszolgálatát utánozzák. Ezután a csalók meggyőzik az áldozatot, hogy adja meg a kilencjegyű hozzáférési kódot, és adjon meg bizonyos engedélyeket. Az engedélyek megszerzése után, és ha más biztonsági intézkedések nincsenek érvényben, a csalók általában az indiai egységes fizetési interfész segítségével utalnak pénzt. A kasmíri kiberrendőrség szerint 2020-ban hasonló átverésre került sor. Ugyanezt a lopási módszert széles körben alkalmazzák nemzetközileg akár mobiltelefonokon, akár számítógépeken: egy telefonhívás meggyőzi az illetőt, hogy engedélyezze a kapcsolatot a készülékével, általában egy magát szolgáltatónak kiadó hívó féltől, aki "a számítógép/telefon problémáinak megoldására" kéri, és arra figyelmeztet, hogy ellenkező esetben az internetszolgáltatást megszakítják, vagy egy magát pénzintézetnek kiadó hívótól, mert "gyanús pénzfelvételi kísérleteket észleltek a számlájáról".

### Csomagolás zsarolóprogramokkal
2018 májusában a japán Trend Micro kiberbiztonsági cég felfedezte, hogy a kiberbűnözők egy új zsarolóvírus-változatot csomagoltak az AnyDeskkel, valószínűleg kitérési taktikaként, elfedve a zsarolóvírus valódi célját, miközben az végrehajtja a titkosítási rutint.

### Technikai támogatási csalások
A csalókról ismert, hogy az AnyDesk és hasonló távoli asztali szoftverek segítségével teljes hozzáférést szereznek az áldozatok számítógépéhez, technikai támogató személynek adva ki magukat. Az áldozatot arra kérik, hogy töltse le és telepítse az AnyDesk programot, és biztosítson hozzáférést a támadóknak. A hozzáférés megszerzése után a támadók irányíthatják a számítógépet, és személyes fájlokat és érzékeny adatokat mozgathatnak.
2017-ben az Egyesült Királyságban működő TalkTalk internetszolgáltató betiltotta a TeamViewert és a hasonló szoftvereket az összes hálózatáról, miután a csalók telefonon felhívták az áldozatokat, és rábeszélték őket, hogy adjanak hozzáférést a számítógépükhöz. A szoftvert a feketelistáról a csalásra való figyelmeztetés beállítása után törölték. 2021 szeptemberében az Indiai Állami Bank figyelmeztette az ügyfeleket, hogy ne telepítsék az AnyDesk vagy hasonló alkalmazásokat. 2022 márciusában a Szövetségi Nyomozóiroda kiberbiztonsági tanácsadást adott ki, amelyben megjegyezte, hogy az AvosLocker zsarolóprogrambanda működéséhez az AnyDesk szoftvert használták.

## Ellentmondásos esetek
A 2022-es ukrajnai orosz invázió idején az AnyDesk nem volt hajlandó csatlakozni a nemzetközi közösséghez és kivonulni az orosz piacról. A Yale Egyetem 2022. augusztus 10-én közzétett kutatása, amely azt azonosította, hogy a vállalatok hogyan reagáltak az orosz invázióra, az AnyDesket a „Digging in”, azaz a kivonulásra vonatkozó követelésekkel való szembeszegülés legrosszabb kategóriájába sorolta: a kivonulásra/tevékenységek csökkentésére vonatkozó követelésekkel szembeszegülő vállalatok.

## Fordítás
- Ez a szócikk részben vagy egészben  az   AnyDesk című angol Wikipédia-szócikk ezen változatának fordításán alapul.  Az eredeti cikk szerkesztőit annak laptörténete sorolja fel. Ez a jelzés csupán a megfogalmazás eredetét és a szerzői jogokat jelzi, nem szolgál a cikkben szereplő információk forrásmegjelöléseként.